# Тамбовка (Терновский район)
Тамбо́вка — село в Терновском районе Воронежской области России. Административный центр Тамбовского сельского поселения.

## География
Село находится в северо-восточной части Воронежской области, в лесостепной зоне, в пределах Окско-Донской равнины, в верховьях реки Тамбовка (приток реки Токай), на расстоянии примерно 32 км (по прямой) к западу от села Терновка, административного центра района. Абсолютная высота — 169 м над уровнем моря.
Часовой пояс
Село Тамбовка, как и вся Воронежская область, находится в часовой зоне МСК (московское время). Смещение применяемого времени относительно UTC составляет +3:00.

## Население
| 2010 |
| ---- |
| 319  |

Гендерный состав
По данным Всероссийской переписи населения 2010 года, в гендерной структуре населения мужчины составляли 46,7 %, женщины — соответственно 53,3 %.
Национальный состав
Согласно результатам переписи 2002 года, в национальной структуре населения русские составляли 100 %.

## Улицы
| - ул. Гагарина, - ул. Ленинская, - ул. Молодёжная, - ул. Проезжая, | - ул. Пушкина, - ул. Советская, - ул. Школьная, - ул. Юбилейная. |

## Инфраструктура
В селе функционируют средняя общеобразовательная школа, фельдшерско-акушерский пункт, культурно-досуговый центр, библиотека и отделение Почты России.